# جو میسون
جو میسون (انگلیسی: Joe Mason؛ زادهٔ ۱۳ مهٔ ۱۹۹۱) یک بازیکن فوتبال اهل ایرلند است.